# 元兴水库
元兴水库是中国四川省德阳市中江县境内的一座水库，位于妻江支流元兴河上，建于1959年。水库正常库容为716万立方米，集雨面积为41平方千米，海拔为368.9米。